# Рівера (Техас)
Рівера (англ. Rivera) — переписна місцевість (CDP) в США, в окрузі Старр штату Техас. Населення — 162 особи (2010).

## Географія
Рівера розташована за координатами 26°24′41″ пн. ш. 98°58′13″ зх. д. / 26.41139° пн. ш. 98.97028° зх. д. (26.411505, -98.970266).  За даними Бюро перепису населення США в 2010 році переписна місцевість мала площу 0,04 км², уся площа — суходіл.

## Демографія
Згідно з переписом 2010 року, у переписній місцевості мешкали 162 особи в 37 домогосподарствах у складі 36 родин. Густота населення становила 3645 осіб/км².  Було 39 помешкань (877/км²).
Расовий склад населення:
| - 100,0 % — білих |

До двох чи більше рас належало 0,0 %. Частка іспаномовних становила 71,0 % від усіх жителів.
За віковим діапазоном населення розподілялося таким чином: 38,9 % — особи молодші 18 років, 59,9 % — особи у віці 18—64 років, 1,2 % — особи у віці 65 років та старші. Медіана віку мешканця становила 22,3 року. На 100 осіб жіночої статі у переписній місцевості припадало 107,7 чоловіків;  на 100 жінок у віці від 18 років та старших — 90,4 чоловіків також старших 18 років.